# Hipódromo de Fukushima
El Hipódromo de Fukushima (en japonés: 福島競馬場) es un hipódromo ubicado en Fukushima, en la prefectura del mismo nombre en el país asiático de Japón. Fue construido en el año 1918. El Hipódromo de Fukushima tiene tanto césped como una pista de tierra. La pista de césped mide 1600 m. La pista de tierra mide 1444,6 metros.